# Воррен Гардінг
Воррен Гамалієль Гардінг (або Ґамалієль Гардінґ; англ. Warren Gamaliel Harding; 2 листопада 1865, Блумінг-Грув, Огайо, США — 2 серпня 1923, Сан-Франциско, Каліфорнія, США) — 29-ий Президент США у 1921–1923 роках від Республіканської партії.

## Життєпис
Народився 2 листопада 1865 року в Огайо. Був спортивним, красномовним чоловіком приємної зовнішності, що на все життя зберіг пристрасть до благородних напоїв, покеру, гольфу і жінок. Політично він прилучився до Республіканської партії. Місцеві зв'язки й красномовство дозволили зробити йому з кінця століття політичну кар'єру як члена сенату Огайо і віцегубернатора цього штату.
1914 року обраний до федерального сенату. Там присвятив себе інтересам «великого бізнесу», виступаючи за підвищення мит і розширення торгового флоту і висловлюючись за сухий закон і виборче право для жінок, але проти вступу США до Ліги Націй. Висуненням кандидатом від республіканців на пост президента на вибори 1920 року він був зобов'язаний нічийному результату протистояння двох головних претендентів — Леонарда Вуда і Френка О. Лоудена. Гардінг зі своїм патріотичним провінційним горизонтом відповідав поширеному тоді образу мислення і володів довірою ділового світу, який чекав від нього відновлення нормальної мирної економіки. Відповідно він вів передвиборчу боротьбу, критикуючи ліберальну політику Вудро Вільсона, він виступав з консервативних позицій, націоналістично і проти всякого радикалізму. Передвиборча платформа республіканців вимагала зниження податків, підвищення мит, обмеження імміграції, не схвалювала страйки, «які б велися проти уряду», виступала, проте, за рівну оплату жіночої праці. У 1920 жінки в усій країні отримали виборче право.

### Президентство
2 листопада 1920 року переміг на виборах з рідкісною однозначністю. Він отримав більшість в 37 штатах, його супротивник від демократів Джеймс М. Кокс — тільки в 11 штатах Півдня. Розчарування результатом світової війни і політикою Вільсона, націоналістичний, не охочий реформ, антикомуністичний післявоєнний настрій також позначився на результатах виборів.
У своїй промові при вступі на пост президента 4 березня 1921 року у Вашингтоні обіцяв країні «реконструкцію, реадаптацію, реставрацію».
До одних з перших його заходів відноситься створення бюджетного бюро, що відповідало за економне застосування бюджетних коштів. Економічне регулювання Вільсона було усунене скрізь, де тільки можна. Податкові закони понизили податкові ставки з високих доходів, митні закони підвищили мита на сільськогосподарські й промислові продукти. Перше загальне обмеження імміграції зафіксувало в 1921 національну квоту й обмежило щорічну імміграцію 355 825 особами.
Уряд Гардінга надав понад 2 мільярдів доларів у кредит фермерам і законодавчо підтримав сільськогосподарські кооперації зі збуту. Також він вперше сприяв будівництву федеральних автомобільних доріг. Президент амністував засуджених до позбавлення волі супротивників війни, і публічно нагадав на Півдні країни про цивільні права для афроамериканців. Він не зміг провести через Конгрес закон проти лінчування і створення міністерства суспільної добродійності, оскільки 1922 року взагалі зросли проблеми у відносинах з Конгресом.
Суперечливо складалися відносини уряду з профспілками. Гардінг і Гувер добилися 8-годинного робочого дня в сталеливарній промисловості, але жорстокі дії міністра юстиції Доерті проти страйку залізничників привели у вересні 1922 року до відчуження багатьох профспілок від політики уряду.
У листопаді 1922 року проміжні вибори в Конгрес принесли республіканцям явну поразку.
У серпні 1921 року підписаний мирний договір з Німеччиною, в якому США забезпечили собі всі права з Версальського договору, не беручи на себе його зобов'язань.
Найважливішою зовнішньополітичною подією була відкрита Гардінгом в листопаді 1921 року у Вашингтоні конференція дев'яти держав, яка повинна була сприяти заспокоєнню положення на Далекому Сході й обмеженню озброєння на флоті. В угоді чотирьох держав США, Велика Британія, Франція й Японія взаємно гарантували один одному недоторканність їх володінь в районі Тихого океану. В угоді дев'яти держав про Китай і сусідні з Китаєм держави підтвердили, хоч і не беззастережно, суверенітет і територіальну цілісність Китаю. У договорі п'яти держав в лютому 1922 року США, Велика Британія, Японія, Франція й Італія тимчасово обмежили перегони озброєнь на морі.

### Допомога Україні
Україна має завдячувати Ворренові Гардінгові за організацію масштабної продовольчої допомоги у роки першого голодомору 1921—1923. Після завоювання більшовиками сільськогосподарських теренів (Україна, Поволжя, Кубань) комісари Льва Троцького розпочали масово вилучати харчі у селян, що призвело до сильного голоду. У США вже до 1920 року стало ясно, що дії більшовицького уряду ведуть до страхітливого голоду в Росії. Спочатку американці створили невеликі рятувальні групи, але скоро стало зрозуміло, що йдеться про годування не менше 10–20 мільйонів осіб. Загалом, за оцінками американців, тоді на теренах колишньої Російської імперії загинуло голодною смертю 5 100 000 людей. Одразу після приходу до влади 1921 року призначив Герберта Гувера, тоді Міністра Торгівлі і майбутнього президента, організувати допомогу через організацію ARA (Американська адміністрація допомоги). Вибив через Конгрес 20 мільйонів доларів на допомогу голодним у Росії. Величезні гроші, зараз це близько мільярда доларів. Опозиції, що заперечувала проти допомоги, президент відповів «Дайте спокій вашим політичним іграм, люди вмирають з голоду, значить, спочатку їх треба нагодувати!». На ці гроші Гардінг і Гувер повністю організували свій персонал для доставлення та розподілу харчів, одягу і ліків в Росії, оскільки люди Троцького всіляко протидіяли і саботували всі заходи американців. Відомо, що з більшовицького боку організацією «Помголом», яка завідувала розподілом допомоги голодним, командувала рідна сестра Троцького і дружина Каменева — Ольга Каменєва. Американська продовольча допомога припинилася зі смертю Гардінга.

### Дискредитація і рання смерть
У перші місяці 1923 року до громадськості проникла інформація про великі незаконні дії серед співробітників адміністрації Гардінга. Президент безпосередньо сам не брав участь в скандальних випадках корупції, але був також звинувачений, оскільки головні обвинувачені походили з кола його особистих друзів в Огайо і ще тому, що він, з свого боку, не сприяв безжальному розкриттю скандалу, як це йому радив Гувер.
Щоб заспокоїти громадськість і укріпити свою позицію, влітку 1923 року зробив політичну агітаційну поїздку на Аляску і на захід країни. Там він помер 2 серпня 1923 року в Сан-Франциско у віці лише 57 років, імовірно унаслідок апоплексичного удару (можливо, він був отруєний). В липні 1923 року, незадовго до смерті, у нього вже був випадок зареєстрованого сильного харчового отруєння, яке він, проте, подужав. Після смерті розтин тіла не проводився.

## Ставлення
Хоча американці мають завдячувати Гардінгові хоча б за введення восьмигодинного робочого дня, Воррен Г. Гардінг при опитах тих, хто формує громадську думку США, за ієрархією президентів займає як «невдаха» постійне останнє місце. Йому ставлять в провину «посередній політичний формат», його «моральну розбещеність» і наслідки скандалів, пов'язаних з його адміністрацією.
1933 року з'явилася книга Гастона Мінза під назвою «Дивна смерть президента Гардінга», в якій він звинувачує у вбивстві Гардіга його власну дружину. Але фактом залишається те, що Гардінг сприяв відновленню нормальних політичних умовних рамок в перехідний період після закінчення війни. Пропорційно тривалість правління, його законодавчі успіхи досить значні. Результати конференції у Вашингтоні також належать до позитивного спадку цього президента. Проте, коли після смерті Гардінга став відомий масштаб корупції, це швидко перекрило позитивні результати його правління, і відтоді його ім'я пов'язане з одним з найбільших і серйозних корупційних скандалів в історії президентської влади США.